# Museo del Palazzo

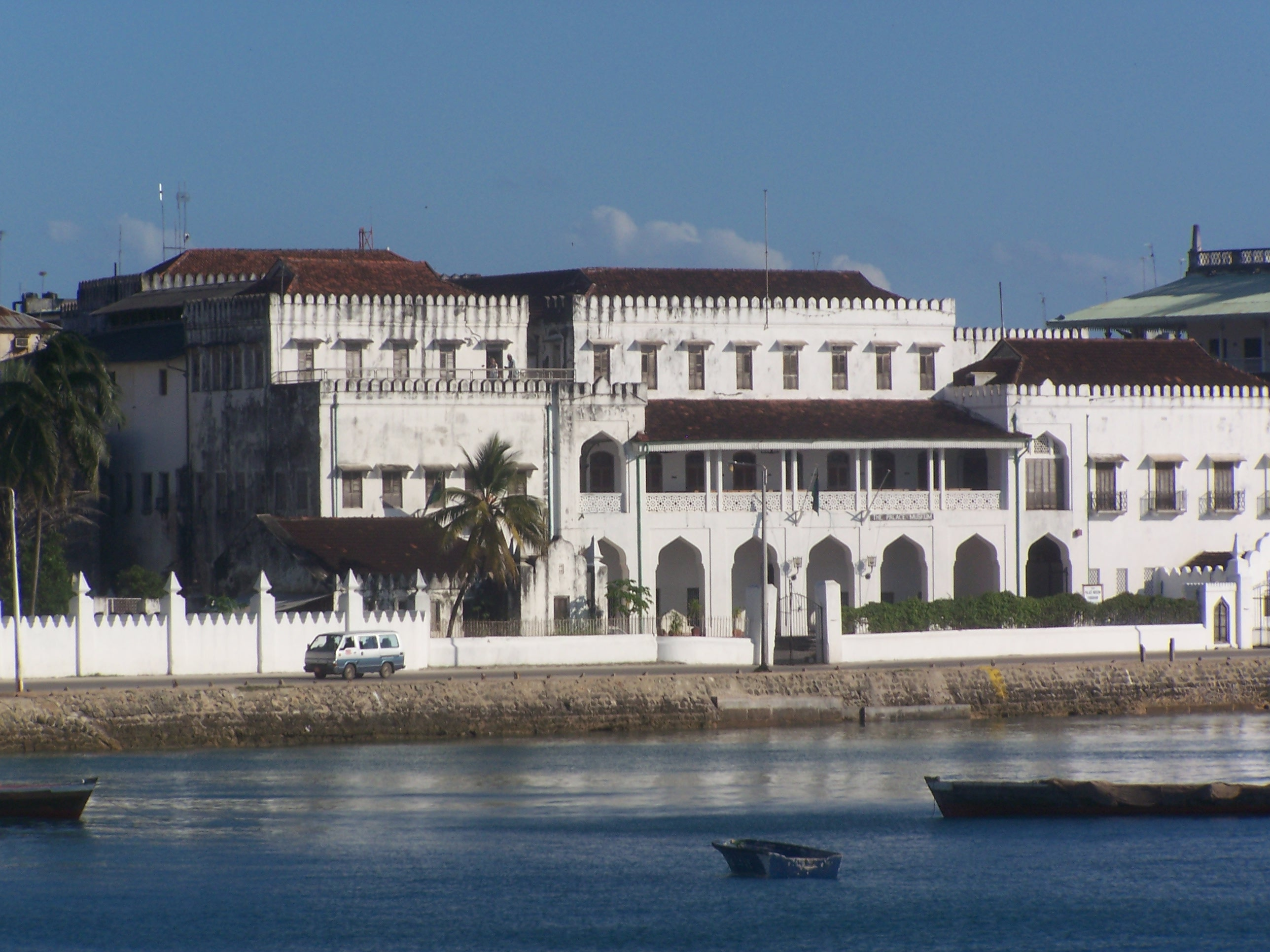
Veduta dal mare

Il museo del Palazzo (Palace Museum in inglese), noto anche come palazzo del Sultano o Beit el-Sahel (in arabo), è uno dei principali edifici storici di Stone Town a Zanzibar. È un palazzo a tre piani circondato da mura orlate da merli, e si trova in Mizingani Road, sul lungomare, fra il palazzo delle Meraviglie e il vecchio dispensario.
Il palazzo fu costruito nel tardo XIX secolo per servire come residenza della famiglia reale. Dopo la rivoluzione di Zanzibar del 1964, fu formalmente ribattezzato palazzo del popolo (People's Palace) e usato come sede del governo. Nel 1994 divenne un museo sulla famiglia reale, e fu nuovamente ribattezzato, questa volta col nome attuale.
Un piano del museo è dedicato al sultano Khalifa bin Harub; un altro alla principessa Salme, nota anche come Emily Ruete, una principessa zanzibarina che fuggì dal sultanato per trasferirsi in Europa con suo marito.